# Seznam armad Kopenske vojske Združenih držav Amerike
Seznam armad Kopenske vojske Združenih držav Amerike.

## Seznam

### Združene armade
- 1. zavezniška zračnoprevozna armada

### Poljske armade
- 1. armada (ZDA)
- 2. armada (ZDA)
- 3. armada (ZDA)
- 4. armada (ZDA)
- 5. armada (ZDA)
- 6. armada (ZDA)
- 7. armada (ZDA)
- 8. armada (ZDA)
- 9. armada (ZDA)
- 10. armada (ZDA)
- 14. armada (ZDA)
- 15. armada (ZDA)